# Mesa del Frijolar
Mesa del Frijolar är en ort i Mexiko.   Den ligger i kommunen Morelos och delstaten Chihuahua, i den västra delen av landet, 1 200 km nordväst om huvudstaden Mexico City. Mesa del Frijolar ligger 1 651 meter över havet och antalet invånare är 210.
Terrängen runt Mesa del Frijolar är huvudsakligen kuperad, men åt sydost är den bergig. Mesa del Frijolar ligger uppe på en höjd. Runt Mesa del Frijolar är det mycket glesbefolkat, med 7 invånare per kvadratkilometer. Närmaste större samhälle är Rancho Mesa los Leales, 15,7 km nordost om Mesa del Frijolar. I omgivningarna runt Mesa del Frijolar växer huvudsakligen savannskog.